# Býleistr
Býleistr (forse "calmante-lampo", a volte anglicizzato come  Byleist, forse anche "camminante tra le api", nel senso di apicoltore) è un fratello di Loki nella mitologia nordica.
Sebbene non sia direttamente attestato in nessuna fonte originale, gli studiosi hanno considerato Býleistr figlio di Fárbauti e della sua consorte Laufey, perché è menzionato come il fratello di Loki. Tuttavia, il suo esatto ruolo nell'antico complesso mitico che circonda la famiglia di Loki rimane poco chiaro.
Nulla sembra asseribile su di lui a parte questa parentela. Snorri Sturluson (Gylfaginning) ci dice che "i fratelli di Loki sono Býleistr e Helblindi", e diversi testi eddici usano per Loki il kenning "fratello di Býleistr" (bróðir Býleists) ( Völuspá, 51; Hyndluljóð, 40; Skáldskaparmál, 16).